# Double Indemnity
Double Indemnity (en Hispanoamérica, Pacto de sangre/Doble indemnización; en España, Perdición) es una película estadounidense de cine negro estrenada en 1944, dirigida por Billy Wilder y protagonizada por Fred MacMurray, Barbara Stanwyck y Edward G. Robinson.
El guion es una adaptación de Billy Wilder y Raymond Chandler de la novela Pacto de sangre (cuyo título original era también Double Indemnity), del escritor James M. Cain.  
En la 17.ª edición de los Premios Óscar, recibió siete nominaciones, incluidos los de mejor película, mejor director, mejor guion adaptado, mejor actriz, mejor fotografía en blanco y negro, mejor banda sonora y mejor sonido, pero no ganó ninguna.
Ampliamente considerada como un clásico, es citada a menudo por ser un film noir paradigmático y por haber establecido el estándar para las películas que siguieron en ese género. En 1992, la película fue considerada «cultural, histórica y estéticamente significativa» por la Biblioteca del Congreso de Estados Unidos y seleccionada para su preservación en el National Film Registry.

## Argumento
En la secuencia de apertura, durante la cual se muestran los títulos de crédito, aparece la silueta de un hombre, vestido con abrigo y sombrero, que avanza caminando con unas muletas en dirección a la cámara, hasta cubrir toda la pantalla (como se ha señalado, esta silueta puede ser tanto la de la víctima del asesinato, el señor Dietrichson, como la de su asesino, Walter Neff). Hay un fundido encadenado y se muestra una oscura y lluviosa calle de Los Ángeles, de madrugada. Un automóvil (un Dodge de 1938) se salta un semáforo en rojo y está a punto de chocar con una camioneta de reparto del periódico Los Angeles Times. El coche se detiene finalmente frente a un edificio de oficinas, y de él sale, moviéndose con cierta dificultad, el vendedor de seguros Walter Neff (Fred MacMurray). Neff llama y le abre el vigilante nocturno y ascensorista del edificio. Mientras suben en el ascensor, conversan de temas banales: posiblemente, sin embargo, al vigilante le sorprende el aspecto de Neff, ya que es seguramente él quien avisa luego a Keyes. 
Llegan al piso duodécimo, sede de la compañía de seguros Pacific All-Risk Insurance Company, en la que trabaja Neff. Éste entra en su despacho. Con esfuerzo (después se sabrá que se encuentra herido de gravedad), se sienta en su mesa, enciende un cigarrillo y coloca un cilindro en su dictáfono, en el que comienza a grabar un memorándum interno dirigido a su compañero de trabajo, Barton Keyes (Edward G. Robinson), y fechado en Los Ángeles el 16 de julio de 1938. Neff confiesa ser el asesino de Dietrichson, supuestamente muerto en un accidente, y haber estafado a su propia compañía. Y explica por qué lo hizo: 

Doblaje:
"Lo maté por dinero y por una mujer. Ni conseguí el dinero, ni la mujer. Estupendo, ¿verdad?".
Original:
"I killed him for money and for a woman. I didn't get the money and I didn't get the woman. Pretty, isn't it?'".

La narración de Neff inicia la analepsis, que lleva al espectador al pasado mes de mayo, cuando Neff, de paso por Glendale, visitó la casa de la familia Dietrichson, para conseguir que el señor Dietrichson renovase el seguro de sus dos automóviles. El hombre no está, pero Neff encuentra en casa a su mujer, Phyllis Dietrichson (Barbara Stanwyck), que aparece en lo alto de una escalera cubierta sola con una toalla. Neff se siente atraído por la señora Dietrichson. Ella le dice que espere mientras va a vestirse. Poco después, baja la escalera (se muestra lo que sería el punto de vista de Neff: un primer plano de las piernas de Phyllis Dietrichson bajando la escalera, en que puede verse la pulsera que lleva en el tobillo izquierdo). Neff y Dietrichson hablan de los seguros de los automóviles del marido de ella. Phyllis le pregunta si se dedica también a otro tipo de seguros, como los de accidentes. Durante toda su conversación, se hace evidente que entre ambos existe una mutua atracción. Él flirtea con ella, que tiene una actitud ambigua ante los avances del agente de seguros. Finalmente, deciden que Neff volverá al día siguiente, a las ocho y media de la tarde, para hablar con el señor Dietrichson. Se produce un diálogo brillante y con clara connotación sexual:

Doblaje:
PHYLLIS: Sr. Neff, ¿por qué no viene mañana por la noche a eso de las ocho y media? Estará aquí.
NEFF: ¿Quién?
PHYLLIS: Mi marido. Tiene usted interés en hablar con él, ¿no?
NEFF: Así era... pero se me están pasando las ganas, créame.
PHYLLIS: En este estado hay un límite de velocidad, 70 kilómetros por hora.
NEFF: ¿Y a cuál iba, agente?
PHYLLIS: Yo diría que a 90.
NEFF: Pues baje de su moto y póngame una multa.
PHYLLIS: Mejor dejarlo en advertencia, por esta vez.
NEFF: ¿Y si  no da resultado?
PHYLLIS: Le daré con la regla en los nudillos.
NEFF: ¿Y si me echo a llorar y pongo la cabeza en su hombro?
PHYLLIS: ¿Por qué no intenta ponerla en el de mi marido?.
Original
PHYLLIS: Mr. Neff, why don't you drop by tomorrow evening around 8:30? He'll be in then.
NEFF: Who?
PHYLLIS: My husband. You were anxious to talk to him, weren't you?
NEFF: Yeah, I was. But I'm sort of getting over the idea, if you know what I mean.
PHYLLIS: There's a speed limit in this state, Mr. Neff, 45 miles an hour.
NEFF: How fast was I going, Officer?
PHYLLIS: I'd say around 90.
NEFF: Suppose you get down off your motorcycle and give me a ticket.
PHYLLIS: Suppose I let you off with a warning this time.
NEFF: Suppose it doesn't take.
PHYLLIS: Suppose I have to whack you over the knuckles.
NEFF: Suppose I bust out crying and put my head on your shoulder.
PHYLLIS: Suppose you try putting it on my husband's shoulder.

Tras salir de la casa, la voz en off de Neff evoca el olor a madreselva del perfume de Phyllis, preguntándose: 

Doblaje:
"¿Cómo podía yo saber que el crimen huele a veces como la madreselva?".
Original:
"How could I have known that murder can sometimes smell like honeysuckle?".

Cuando Neff regresa a la compañía de seguros, le comunican que Barton Keyes desea verle. Keyes es el encargado de investigar las reclamaciones a la compañía, y tiene una especie de sexto sentido ("un hombrecito dentro"), que hace casi imposible engañarle. Cuando Neff llega a su oficina, Keyes está desenmascarando un intento de estafa por parte del camionero Sam Garlopis (Fortunio Bonanova), que ha prendido fuego a su camión para cobrar el seguro. Después de que Garlopis renuncie a su reclamación y salga del despacho de Keyes, éste y Neff tienen en una conversación en que se pone de relieve el aprecio que sienten el uno por el otro, así como la enfermiza obsesión por el trabajo de Keyes. 
Neff va luego a su despacho, donde le espera un recado de Phyllis Dietrichson indicándole que no vaya a su casa al día siguiente, como habían quedado, sino el jueves a las tres y media de la tarde. Aunque Neff está muy ocupado ese día, aplaza todas sus obligaciones para ir a casa de Phyllis.
En la escena siguiente aparece Phyllis bajando de nuevo la escalera de su casa para ir a abrir la puerta a Neff. Phyllis está sola en casa: su marido no está y es el día libre de la criada. Él coquetea de nuevo con ella, pero se marcha indignado de la casa cuando ella le sugiere la posibilidad de hacerle a su marido un seguro de vida sin que él lo sepa, ya que se da cuenta de que trama un asesinato. Desde allí, Neff va a tomar una cerveza y a la bolera. Cuando está de regreso en su piso se da cuenta de que no puede liberarse de la atracción que siente por Phyllis. Tocan al timbre. Es ella. Tras una breve conversación, Neff y Dietrichson se besan apasionadamente. Estos finalmente quedan en matar al Sr. Dietrichson cuando este vaya de viaje en tren, ya que Phyllis le insistió en que vaya en tren, hacia su preparatoria. En la noche en la que Neff  va a cobrarle a Sr. Dietrichson, este conoce a Lola Dietrichson, la hija de Dietrichson y de su primera esposa, y le hace firmar al padre de este una póliza del seguro contra accidentes. Lola quería salir con su novio Nino Zachetti  y para ello le dice a su padre que irá a patinar junto a una amiga de nombre Amy. Luego Neff se encuentra con la Srta. Dietrichson y este la lleva hacia el lugar en donde esperaba a Zachetti. En el trayecto, Lola le cuenta a Walter Neff como es su trato en casa: esta se siente una extraña y que nadie le hace caso. 
Con nervios e incertidumbre van preparando los detalles y viéndose disimuladamente en un supermercado. Llegado el momento, Walter, que ha preparado su coartada, asesina a Dietrichson en el coche y se hace pasar por él al subir al tren. Se tira en marcha y en el lugar donde cae deja el cadáver. Pero en una mezcla de mala conciencia y de premonición de que va a ser descubierto se dice a sí mismo: «No oía mis propios pasos: eran los de un hombre muerto». La compañía empieza a investigar. En un principio Keyes no cree que haya engaño y descarta la tesis de suicidio porque el tren iba a poca velocidad. Walter es informado por Lola, la hija de Dietrichson, de que Phyllis se probó ropa de luto días antes y de que ella fue la culpable de la muerte de su madre cuando era su enfermera. Posteriormente también se entera de que Phyllis tiene relaciones con Nino, el novio de Lola. Walter se ve como una marioneta en manos de Phyllis y se distancia de ella.
A medida que Keyes avanza en la investigación y reconstruye cómo ha sucedido el crimen -únicamente que en su lugar sitúa a Nino- Walter cambia de opinión. Va a casa de Phyllis y trata de disuadirla de cobrar el seguro y le plantea que se separen. Pero ella le dispara y él acaba matándola. En las oficinas de la compañía, Walter está grabando la confesión con que ha comenzado el relato cuando llega Keyes. Walter trata de huir del país, pero herido como está, sus fuerzas se lo impiden. El diálogo final entre los compañeros de trabajo, y amigos, es famoso: 

Doblaje:
KEYES: Nunca llegarás a la frontera.
NEFF: Eso es lo que piensas. Solo mírame.
KEYES: Ni siquiera llegarás al ascensor.
NEFF: ¿Sabes por qué no pudiste resolver esto, Keyes? Te lo diré. Porque el tipo que buscabas estaba demasiado cerca, justo enfrente de ti en el escritorio.
KEYES: Más cerca que eso, Walter.
NEFF: Yo también te amo.
Original:
KEYES: You'll never make the border.
NEFF: That's what you think. Just watch me.
KEYES: You'll never even make the elevator.
NEFF: You know why you couldn't figure this one, Keyes? I'll tell ya. 'Cause the guy you were looking for was too close, right across the desk from you.
KEYES: Closer than that, Walter.
NEFF: I love you, too.

## Reparto
- Fred MacMurray - Walter Neff

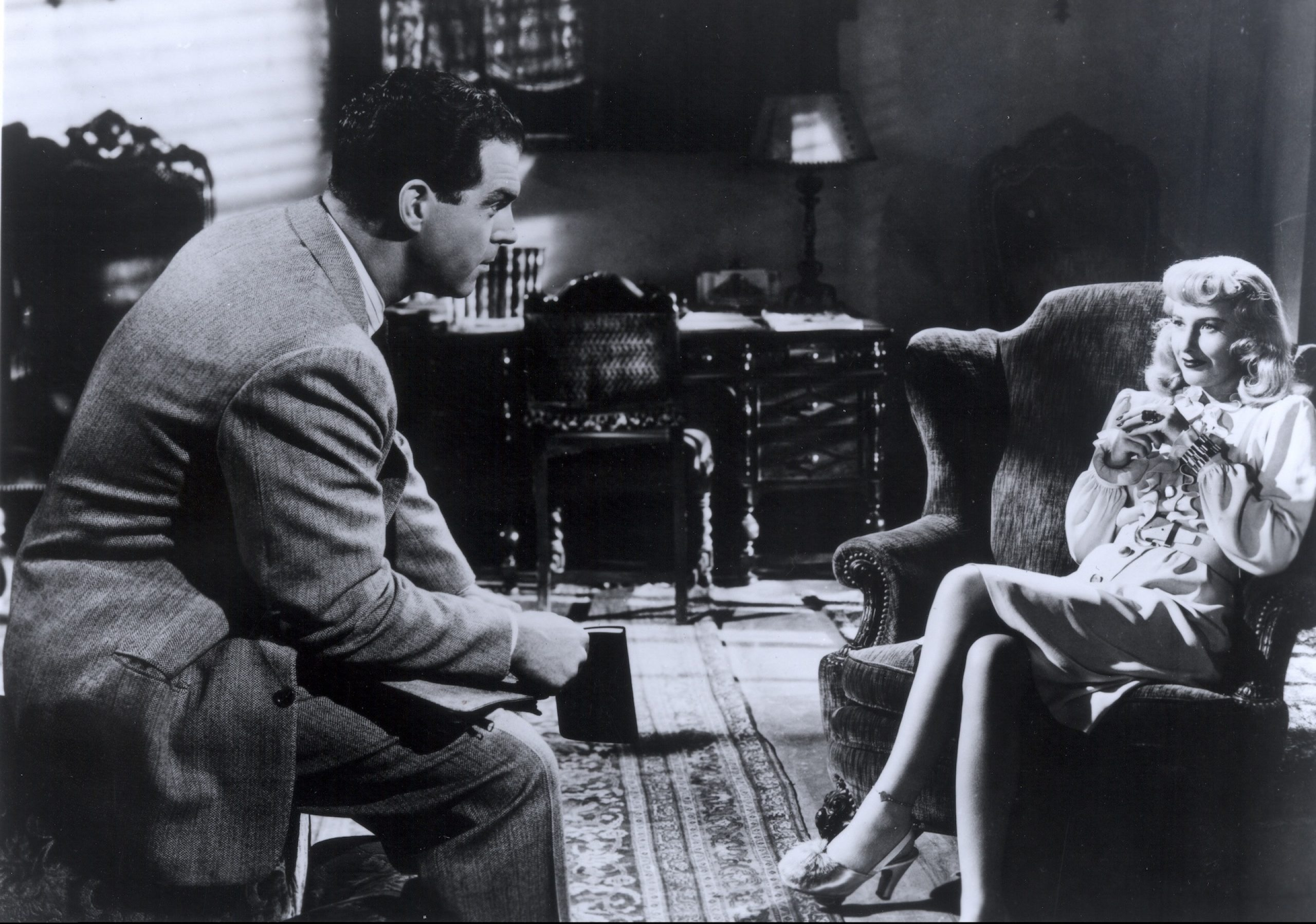
Fred MacMurray y Barbara Stanwyck en Double Indemnity.

- Barbara Stanwyck - Phyllis Dietrichson
- Edward G. Robinson - Barton Keyes
- Porter Hall - Sr Jackson
- Jean Heather - Lola Dietrichson
- Tom Powers - Sr Dietrichson
- Byron Barr - Nino Zachetti
- Richard Gaines - Edward S. Norton, Jr.
- Fortunio Bonanova - Sam Garlopis, camionero
- John Philliber - Joe Peters, ascensorista

## Producción

### Novela
La novela corta de James M. Cain Pacto de sangre (Double Indemnity), escrita en 1935, se basaba en un crimen real, cometido en Nueva York, en marzo de 1927, por Ruth Snyder, un ama de casa de Queens, y su amante el vendedor de corsés Judd Gray. Ruth Snyder había convencido a Gray para que matase al marido de ésta, Albert, director artístico de una revista. Además de deshacerse del marido, la criminal pareja buscaba cobrar la póliza de seguros suscrita por éste por una elevada suma. Este aspecto del asesinato creó cierta polémica, según Sikov fue un añadido de James M. Cain , sin embargo sí se indica en otras fuentes.   Ambos cómplices fueron detenidos debido a la torpeza con que llevaron a cabo el asesinato y murieron ejecutados en la silla eléctrica en la prisión de Sing Sing, en enero de 1928.  Thomas Howard, fotógrafo del New York Daily News, logró sacar una fotografía de Ruth Snyder en el momento preciso en que moría electrocutada. 
Basándose en este crimen, que logró gran difusión popular gracias a los periódicos sensacionalistas de la época, James M. Cain escribió en 1935 Pacto de sangre, en la que el principal móvil de los asesinos era estafar a la compañía de seguros con la que el asesinado había suscrito una póliza. En la novela, además, el asesino era un agente de dicha compañía.
Pacto de sangre se publicó inicialmente en 1935 como serial, en ocho entregas, en las páginas del semanario Liberty.  El intento del autor de vender su historia para el cine fracasó entonces debido a la aplicación del Código Hays, encargado de la censura cinematográfica. Varios años después, en 1943, la novela se publicó de nuevo, esta vez incluida en un libro titulado Three of a Kind, junto con otras dos novelas cortas: "Career in C Major"  y "The Embezzler". El agente literario de James M. Cain volvió a enviar copias a los estudios de Hollywood. Esta vez, la historia llamó la atención del guionista y director Billy Wilder.

### Guion y aspectos técnicos
Wilder colaboraba habitualmente con el escritor Charles Brackett en la escritura de los guiones. Sin embargo, a Brackett no le interesó adaptar para la pantalla el relato de James M. Cain, que encontraba chabacano y demasiado sombrío.   Wilder optó entonces por intentar conseguir al propio autor de la novela, James M. Cain, para trabajar con él en la adaptación. No fue posible, según Wilder, porque Cain estaba trabajando en ese momento en el guion de la película Espíritu de conquista (Western Union), dirigida por Fritz Lang:   sin embargo, James M. Cain no figura en los créditos de dicha producción, que además se estrenó en 1941. 
El productor Joseph Stern recomendó en su lugar a Raymond Chandler, que se había dado a conocer como autor de relatos pulp en la revista Black Mask y había publicado ya varias novelas, como El sueño eterno (1939), Adiós, muñeca (1940) y La ventana alta (1942). Chandler y Wilder empezaron a trabajar en el guion en mayo de 1943. Chandler no sabía apenas nada sobre la escritura de guiones; a pesar de eso, y de la mala relación entre él y Wilder (el director diría de Chandler, años después, « (...) de quien aprendí desde el principio, ya sabe, lo que es el verdadero diálogo. Porque eso es todo lo que pudo escribir», en referencia a su alcoholismo),  obtuvieron un guion excelente, que incluso contó con la aprobación del propio autor de la novela, James M. Cain, quien llegó a afirmar: «Es la única película, que he visto, hecha de mis libros que tenía cosas en las que desearía haber pensado. El final de Wilder fue mucho mejor que el mío». 
Hasta finales de septiembre los personajes principales no obtuvieron sus nombres definitivos: Walter Neff y Phyllis Dietrichsson. El guion tenía que hacer frente a las exigencias de la censura. Joseph Breen, funcionario de la (MPAA, organización que hacía respetar el Código Hays, presentó a la Paramount sus objeciones sobre el relato original de James M. Cain: los protagonistas eran asesinos que burlaban la ley y no eran castigados (aunque morían, lo hacían por su "propia cuenta");  además, ambos mantenían una relación adúltera, considerada inmoral y, por último, su argumento explicaba cómo cometer un asesinato. 
Chandler y Wilder optaron por una solución a la que ya le habían dado vueltas: hacer que Walter muriese ejecutado en la cámara de gas de la prisión de San Quintín, y así evitar la glorificación del crimen.  Se construyó una réplica exacta de la cámara de gas de San quintín, lo que costó 5000.-$ de la época, y se rodó la escena de la ejecución del personaje de Fred MacMurray. Pero , finalmente, esa escena no se incluyó en el montaje final de la película, porque, según Wilder, era mucho mejor la escena de la última conversación entre Neff y Keyes.  
La música fue firmada por Miklós Rózsa , y la fotografía por John F. Seitz.

### Casting
El papel del protagonista masculino de la película, el agente de seguros Walter Neff, le fue propuesto por Wilder a varios actores, entre ellos a George Raft, quien se negó a interpretar a un asesino. Su siguiente elección fue Fred MacMurray, un actor de la Paramount especializado en películas musicales. A pesar de sus reticencias iniciales, terminó por aceptar. Para el papel de la protagonista femenina, Phyllis Dietrichson, escogió a Barbara Stanwyck. La actriz también tuvo sus dudas ante el desafío que para su carrera planteaba interpretar a un personaje tan odioso, pero, según ella misma recordaría varios años después, se decidió cuando Wilder apeló a su orgullo, preguntándole: "¿Eres una actriz o un ratón?". Wilder tuvo la idea de que, para mejor representar el tipo de mujer fatal que exigía el guion, Stanwyck llevase una peluca rubia. El director de fotografía John F. Seitz recuerda un comentario del jefe de producción de la Paramount, Buddy DeSylva: "Hemos contratado a Barbara Stanwyck y aquí tenemos a George Washington".

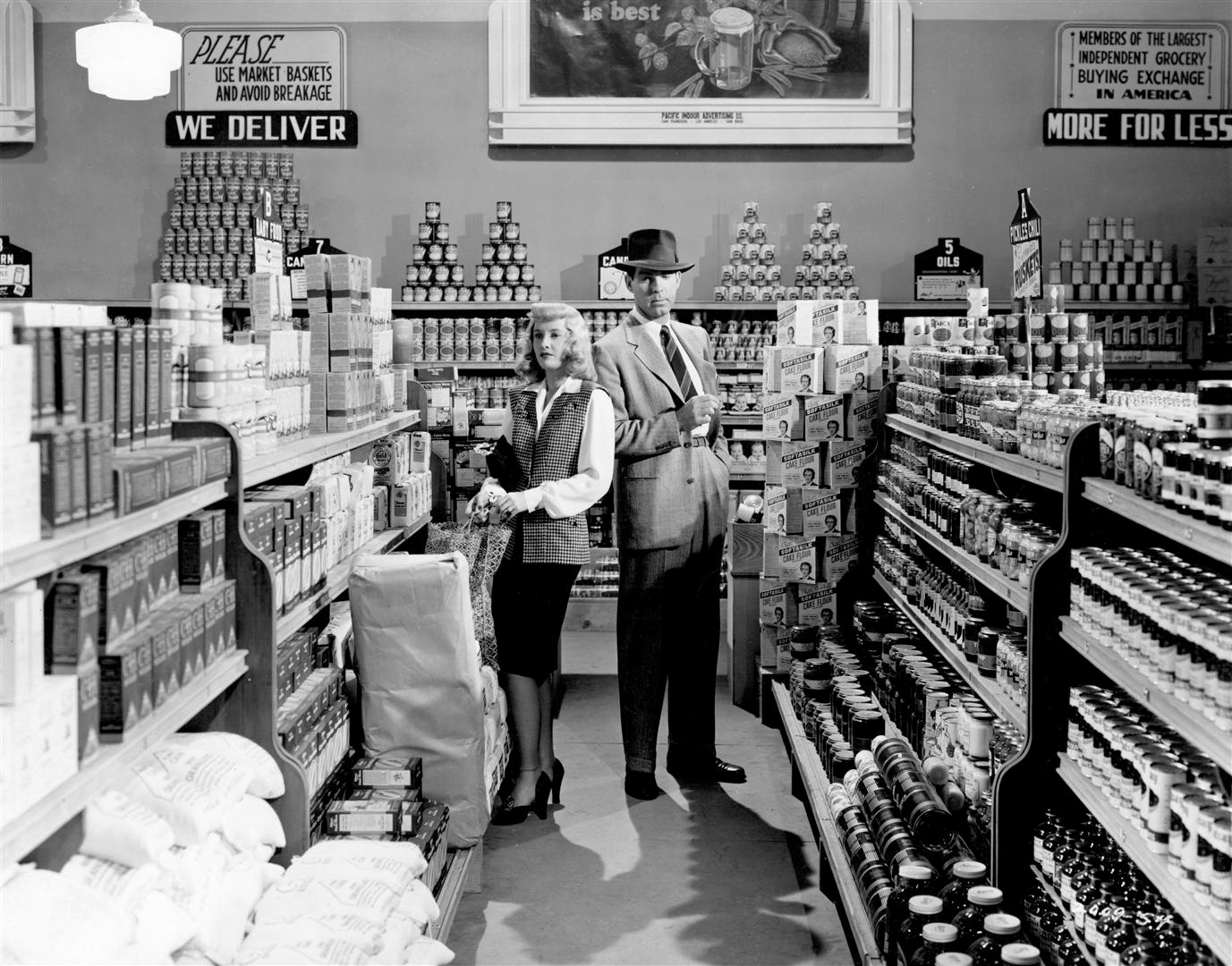
Fred MacMurray y Barbara Stanwyck en el supermercado.

### Rodaje
El rodaje de Double Indemnity se inició el 27 de septiembre de 1943. Los decorados fueron creados por Hal Pereira. Las oficinas de la compañía de seguros Pacific All-Risk Insurance Company imitan las de la central de la Paramount Pictures en Nueva York. El supermercado que aparece en la película fue construido a imitación de una tienda de Hollywood, el Jerry's Market de Melrose. Se utilizaron productos reales para el rodaje, y, como la película se rodaba en época de racionamiento, hubo que contratar a vigilantes de seguridad para que evitaran los robos (pese a lo cual, al final del rodaje se echaron de menos algunos productos).
El rodaje concluyó el 24 de noviembre, aunque todavía en diciembre de 1943 y enero de 1944 hubo que repetir algunas tomas.

### Estreno
La película se estrenó en Estados Unidos el 24 de abril de 1944, y en España el 6 de marzo de 1947.